# Schinkel (Osnabrück)
Schinkel ist ein Stadtteil im Osten der Stadt Osnabrück. Im Schinkel leben rund 14.717 Einwohner (12/2022) auf einer Fläche von 2,33 km². Mit 6.316 Einwohnern/km² ist er somit statistisch gesehen auch der dichtestbesiedelte Stadtteil Osnabrücks.

## Bedeutung des Namens, Kontroverse um Formulierungen
Die genaue Bedeutung und Herkunft der Bezeichnung Schinkel sind unbekannt. Vielfach wird davon ausgegangen, dass der Name aus dem Mittelhochdeutschen stammt und auf die Schenkelform des Schinkelberges hindeutet. Seltener wird ein Zusammenhang mit dem keltischen Wort schen (Geröll) angenommen, der als Hinweis auf die Beschaffenheit des Bodens interpretiert werden könnte. Dass der Stadtteil nach dem preußischen Baumeister Karl Friedrich Schinkel (1781–1841) benannt wurde, wie gelegentlich behauptet wird, kann hingegen ausgeschlossen werden. Schließlich wurde dieser mehr als 400 Jahre nach der ersten Erwähnung des Ortes Schinkel geboren, die im Jahr 1332 in einer Verkaufsurkunde erfolgte.
Im Osnabrücker Volksmund und bei den Bewohnern des Stadtteils wird als Ortsbezeichnung meistens „der Schinkel“ gesagt. Umstritten ist hingegen, ob es „im Schinkel“ oder „in Schinkel“ heißen muss: Die Bezeichnung „im Schinkel“ wird von einigen Bewohnern als despektierlicher Ausdruck bestehender Vorurteile gegen den Stadtteil empfunden. Sie bestehen deshalb auf der Formulierung „in Schinkel“. Dem hielt im September 2016 ein Kolumnist der Neuen Osnabrücker Zeitung (NOZ) entgegen, dass das „im“ lediglich signalisiere, „dass der Schinkel zu dem exklusiven Kreis der Orts- und Ländernamen gehört, die einen Artikel besitzen“. Die Formulierung „in (der Landgemeinde) Schinkel“ verweist auf die frühere Selbständigkeit, während „im (Stadtteil) Schinkel“ den Stadtteil in den Vordergrund stellt. Auch die Bezeichnung für die Bewohner Schinkels unterscheidet sich: Einige sprechen von „Schinkelern“, andere von „Schinkelanern“. 
Der im Stadtteil aufgewachsene SPD-Politiker Boris Pistorius erklärte 2018 in einem Video-Interview mit der NOZ, er selbst sage „in Schinkel“ und „Schinkelaner“. Seines Wissens werde letzterer Begriff eher von Älteren verwendet, während Jüngere eher von „Schinkelern“ sprächen. Beides sei aber zulässig. Das gelte auch für die Formulierungen „in“ und „im“ Schinkel. Pistorius wörtlich: „Der Schinkelaner oder auch der Schinkeler als solcher ist, was das angeht, sehr tolerant.“

## Geografie
Die ursprüngliche Gemarkung Schinkel umfasste die heutigen Osnabrücker Stadtteile Schinkel, Schinkel-Ost, Widukindland, den südlichen Teil vom Stadtteil Dodesheide, den westlichen Bereich des jetzigen Stadtteils Darum/Gretesch/Lüstringen und eine nordwestliche Ecke des jetzigen Stadtteils Voxtrup, da in der Stadt Osnabrück die Einteilung der Stadtteilgrenzen nicht anhand der ehemaligen Gemarkungsgrenzen (bzw. ursprünglichen Gemeindegrenze) verläuft. Im alltäglichen Gebrauch wird jedoch nicht immer zwischen Schinkel und Schinkel-Ost unterschieden. Die neuen Stadtteilgrenzen führen z. B. dazu, dass der Schinkelberg nur noch zu einem kleinen Teil und der Schinkeler Friedhof nicht mehr im Stadtteil Schinkel liegen. Auch der Stadtteil Gartlage wird vom Volksmund manchmal zum Schinkel gezählt, obwohl die Gartlage zuvor nie zur Gemarkung Schinkel gehörte.

## Geschichte und Beschreibung

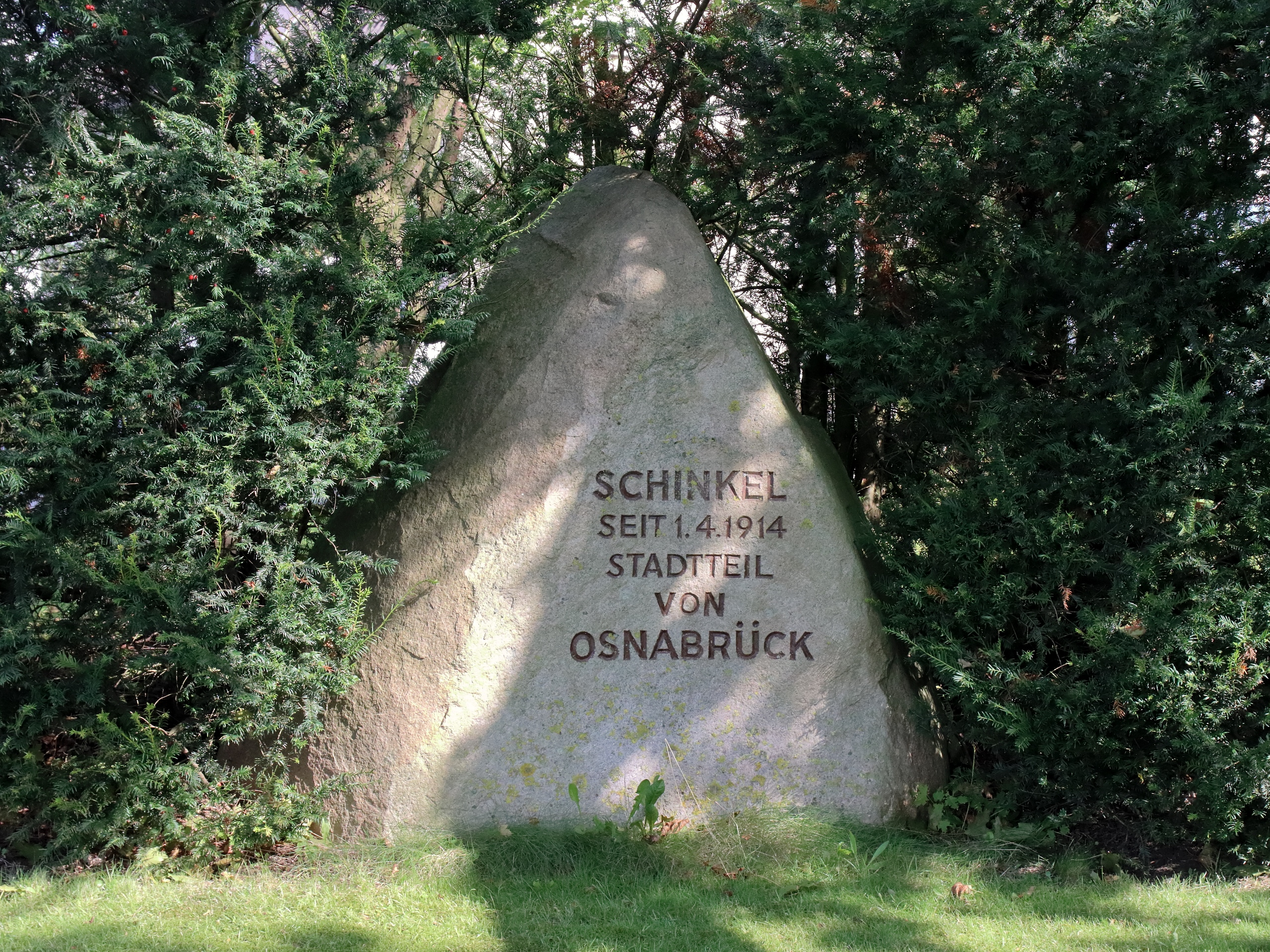
Schinkelstein an der Ecke Weberstraße/Windhorststraße

Bis zum 31. März 1914 war Schinkel eine eigenständige Landgemeinde im Landkreis Osnabrück. Die Volkszählung vom 1. Dezember 1900 ergab eine Einwohnerzahl von 4.753. Etwa 10 Jahre später war die Bevölkerung bereits auf etwa 10.000 angewachsen. Im Oktober 1913 schlossen die Landgemeinde Schinkel und die Stadtgemeinde Osnabrück einen Eingemeindungsvertrag, der am 1. April 1914 wirksam wurde. Er regelte die Abtrennung Schinkels vom Landkreis Osnabrück und die Vereinigung mit der Stadtgemeinde Osnabrück. An die Eingemeindung erinnert ein Gedenkstein an der Kreuzung Weberstraße/Windthorststraße.
Der Schinkel ist ein traditionsreicher Stadtteil mit gewachsenen Wohn- und Gewerbestrukturen, welche bis in das 19. Jahrhundert zurück belegbar sind. Mieter und Gewerbetreibende leben und arbeiten hier, in Teilen, seit Generationen. Heute ist Schinkel durch die Integration vieler Nationalitäten geprägt. Dieses Kulturbild ist in keinem anderen Stadtteil Osnabrücks so sehr ausgeprägt, bringt aber auch die daraus resultierenden Probleme mit sich.
In der zweiten Hälfte des 19. Jahrhunderts kamen durch die Eisenbahn und die Industrialisierung viele Einwohner nach Schinkel, die aus den polnisch-, kaschubisch-, masurisch- und litauischsprachigen Landesteilen des (östlichen) Preußens waren. Viele Einwohner Schinkels arbeiteten im südlich angrenzenden Industrie- und Gewerbegebiet Fledder mit dem Osnabrücker Stahlwerk oder in den umliegenden Werken der Eisenbahn. In früherer Zeit wurde das 1876 an der Bremer Straße errichtete Eisenbahnbetriebswerk im Volksmund mit „Kamerun“ bezeichnet. Teile des Werkes wurden im April 2009 abgerissen, um einem Lebensmittel- und einem Bekleidungs-Discounter Platz zu machen.
Im Zweiten Weltkrieg wurden durch die Luftangriffe auf Osnabrück die meisten Wohnhäuser des Stadtteils zerstört. Danach wurden ganze Straßenzüge mit Wohnbauten für „Eisenbahner“ oder „Stahlwerker“ bebaut. Im Schinkel herrscht eine eher niedrige Mietstruktur vor.

### Einwohnerentwicklung
Die Einwohnerentwicklung des Stadtteils Schinkel:
| Datum | Einwohner |
| ----- | --------- |
| 2004  | 13.366    |
| 2005  | 13.329    |
| 2006  | 13.306    |
| 2007  | 13.234    |
| 2008  | 13.306    |
| 2009  | 13.179    |

| Datum | Einwohner |
| ----- | --------- |
| 2010  | 13.334    |
| 2011  | 13.342    |
| 2012  | 13.390    |
| 2013  | 13.687    |
| 2014  | 13.734    |
| 2015  | 14.141    |

| Datum | Einwohner |
| ----- | --------- |
| 2016  | 14.353    |
| 2017  | 14.410    |
| 2018  | 14.542    |
| 2019  | 14.500    |
| 2020  | 14.613    |

## Infrastruktur und Einrichtungen
Der Stadtteil verfügt über die Grundschulen Heiligenwegschule und Stüveschule sowie mehrere Kindergärten. Aufgrund der finanziellen Lage der Stadt wurde die Stadtteilbibliothek Schinkel 2010 geschlossen. Ein Jugendzentrum der Stadt Osnabrück ist seit den 1970er Jahren im Ostbunker an der Oststraße ansässig. Am Heiligenweg liegt das Gemeinschaftszentrum Heinz-Fitschen-Haus. Im Schinkel befinden sich ferner eine Polizeistation, eine Freiwillige Feuerwehr und ein Stadtteilbüro der Stadt Osnabrück. Seit 2020 ist der erste Kontaktbereichsbeamte in Osnabrück für den Stadtteil zuständig.
Über ein klassisches Ortszentrum verfügt der Stadtteil nicht. Mittwochs findet ein Wochenmarkt an der Ebertallee auf dem Pastor-Karwehl-Platz bei der Pauluskirche statt. Die Schützenstraße bildet den Kernbereich des Schinkels. Neben diversen Einkaufsmöglichkeiten für den alltäglichen Bedarf sind hier Arztpraxen, Apotheken und Dienstleistungsangebote zu finden. Von den ehemals fünf Finanzinstituten entlang der Schützenstraße existiert am südlichen Ende nur noch die Filiale der Sparkasse an der Rosenburg. Die Filialen der Commerzbank, Deutschen Bank, Oldenburgischen Landesbank und der Sparkasse an der Ebertalle wurden in den letzten Jahren geschlossen. Von 1954 bis 1963 existierte in der Schützenstraße 60 das Kino Roxy mit 546 Plätzen.
An der Buerschen Straße wurde neben Einrichtungen für ältere Bürger auch das Projekt Junger Schinkel realisiert. Eine Wohnbebauung mit Reihenhäusern hat dazu geführt, dass sich hier junge Familien niedergelassen haben.
Bedeutendste Sportstätte ist das 1933 eröffnete Stadion Bremer Brücke, Heimspielstätte der Fußballmannschaft des VfL Osnabrück. Weitere Sportvereine, die von den Bewohnern des Schinkels genutzt werden, sind in den umliegenden Stadtteilen ansässig. Es existiert ein öffentliches Schwimmbad, das Schinkelbad, der Stadtwerke Osnabrück mit 25-Meter-Schwimmhalle und Solebecken mit Cabriodach. Als Kultur- und Gesellschaftsvereine können der Bürgerverein Schinkel, der 1. Osnabrücker Nachbarschaftsverein und mehrere Chöre genannt werden. An der Ruppenkampstraße liegt die Geschäftsstelle des Kinderhilfswerkes terre des hommes Deutschland.
Religiöse Einrichtungen sind die evangelisch-lutherische Pauluskirche, die römisch-katholische Heilig-Kreuz-Kirche und drei Moscheen (Fatih Camii, Takwa, libanesische Gemeinde). Die 1960 errichtete evangelisch-reformierte Gnadenkirche wurde wegen Finanzknappheit bis auf den Glockenturm abgerissen, um einer Kindertagesstätte zu weichen. Eine nicht mehr genutzte neuapostolische Kirche am Heiligenweg wurde 2022 abgerissen, um Wohnbebauung Platz zu machen.
An der Oststraße stehen zwei Bunker aus dem Zweiten Weltkrieg, der Ostbunker und ein Rundbunker auf dem Gelände des Bahnausbesserungswerks. Er hieß im Volksmund Otto Bunker, dieser Name ist sogar am Bunker sichtbar.
Der Hasepark auf dem früheren Klöckner-Gelände östlich des Hauptbahnhofs bildet nördlich der Hase ein Naherholungsgebiet, das zum großen Teil im Schinkel liegt.

## Sehenswürdigkeiten, Baudenkmale
Im Schinkel finden sich nur wenige Baudenkmale:
- das Brunnenhaus und das Wasserwerk Schinkel von 1891 (ältestes Wasserwerk in Osnabrück) in der Mindener Straße, heute Kindertagesstätte,
- die Pauluskirche von 1928/29 an der Ebertallee,
- die Heilig-Kreuz-Kirche von 1932/33 mit Turm von 1965/66 in der Schützenstraße,
- die Scheune des Hofes Ruppenkamp in der Belmer Straße.

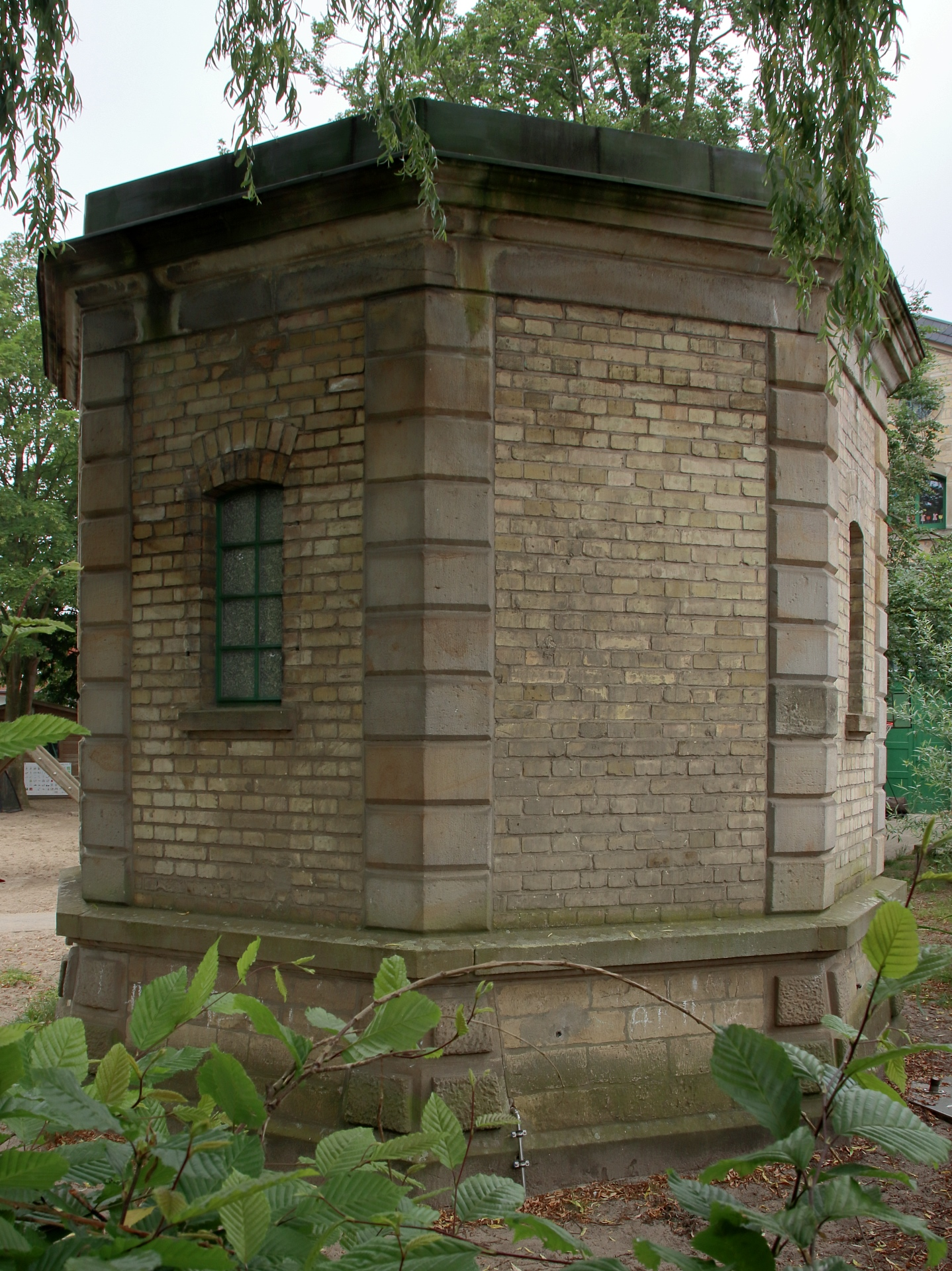
Brunnenhaus des Wasserwerks
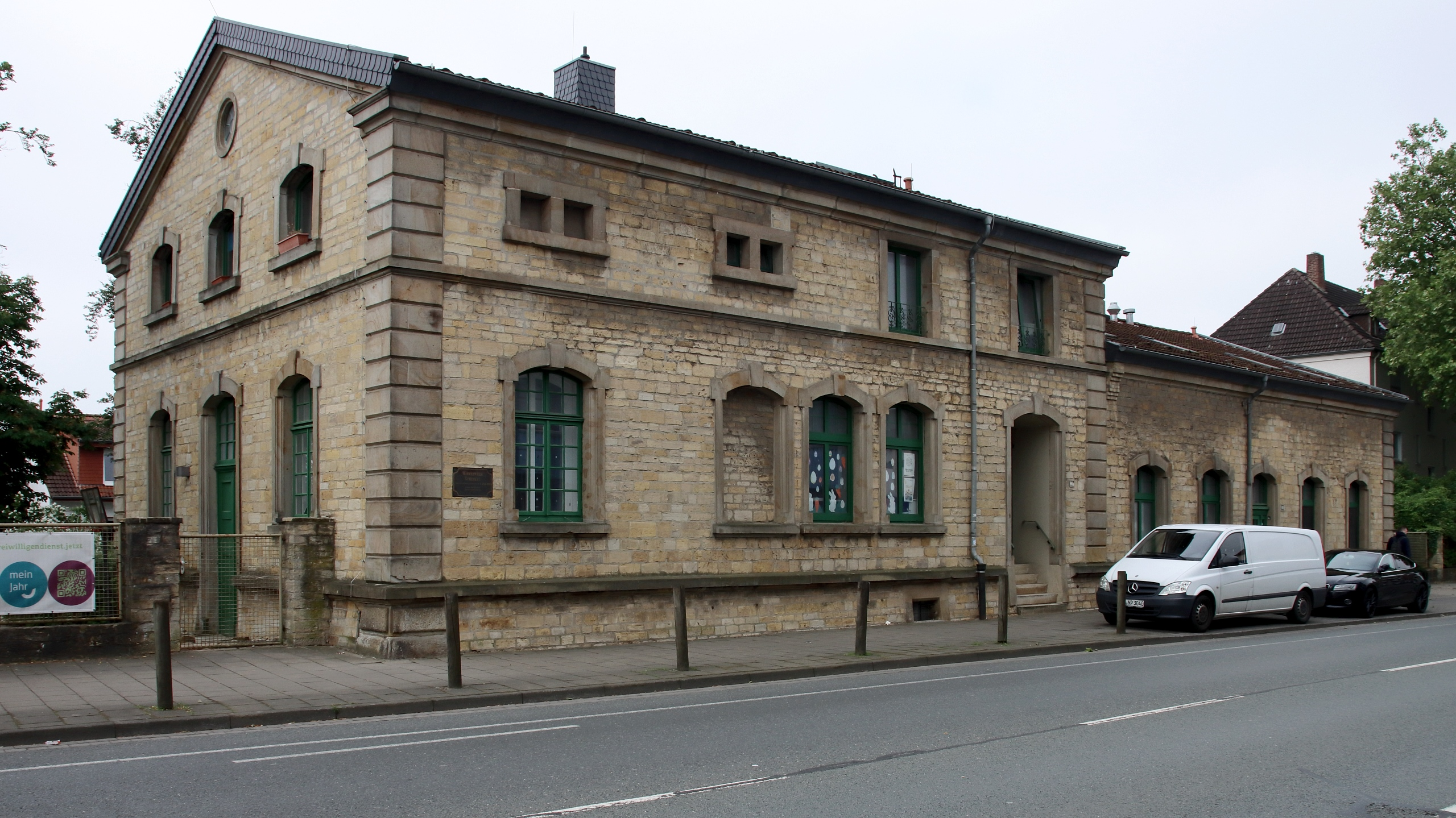
Wasserwerk Schinkel
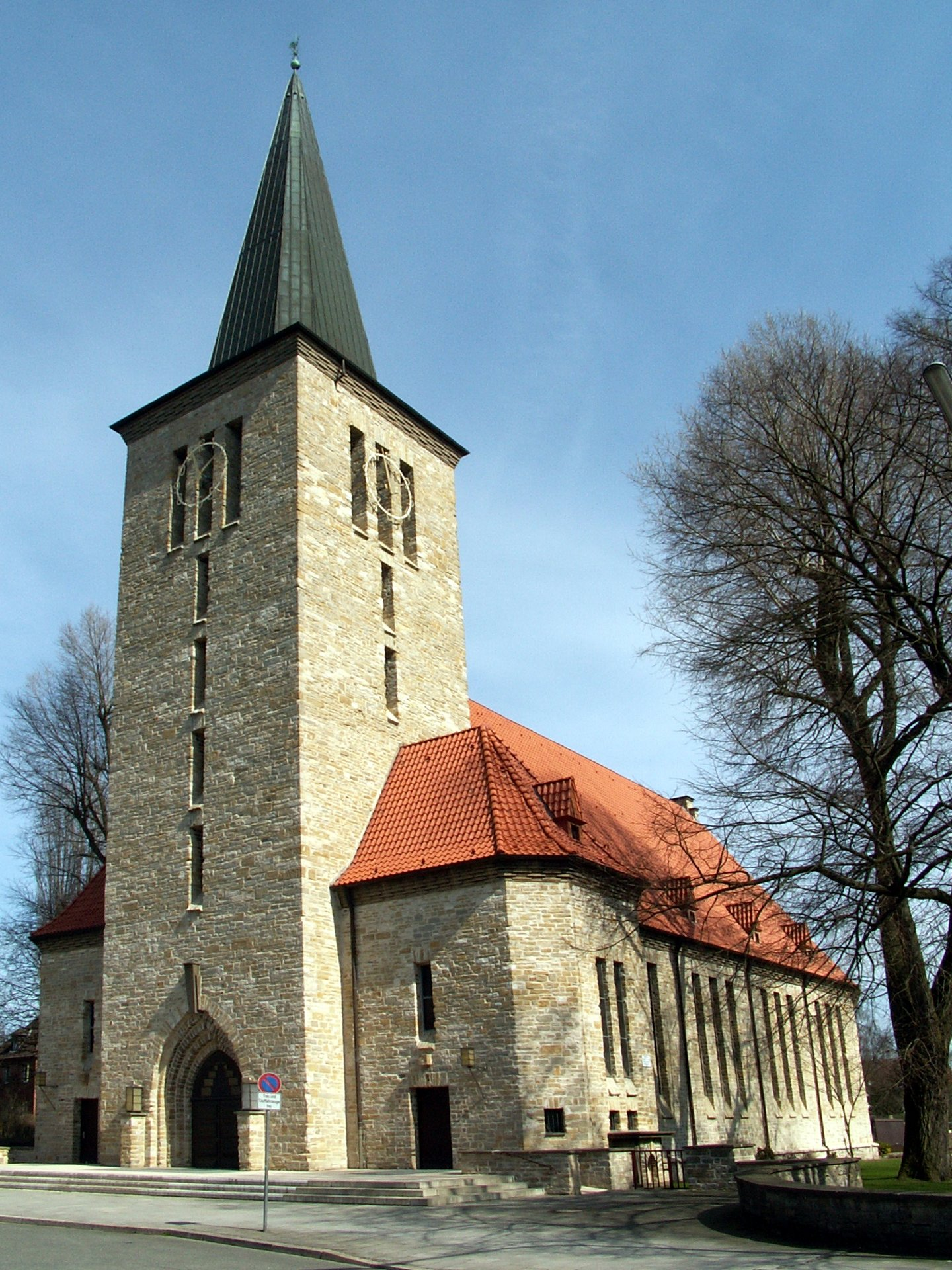
Pauluskirche
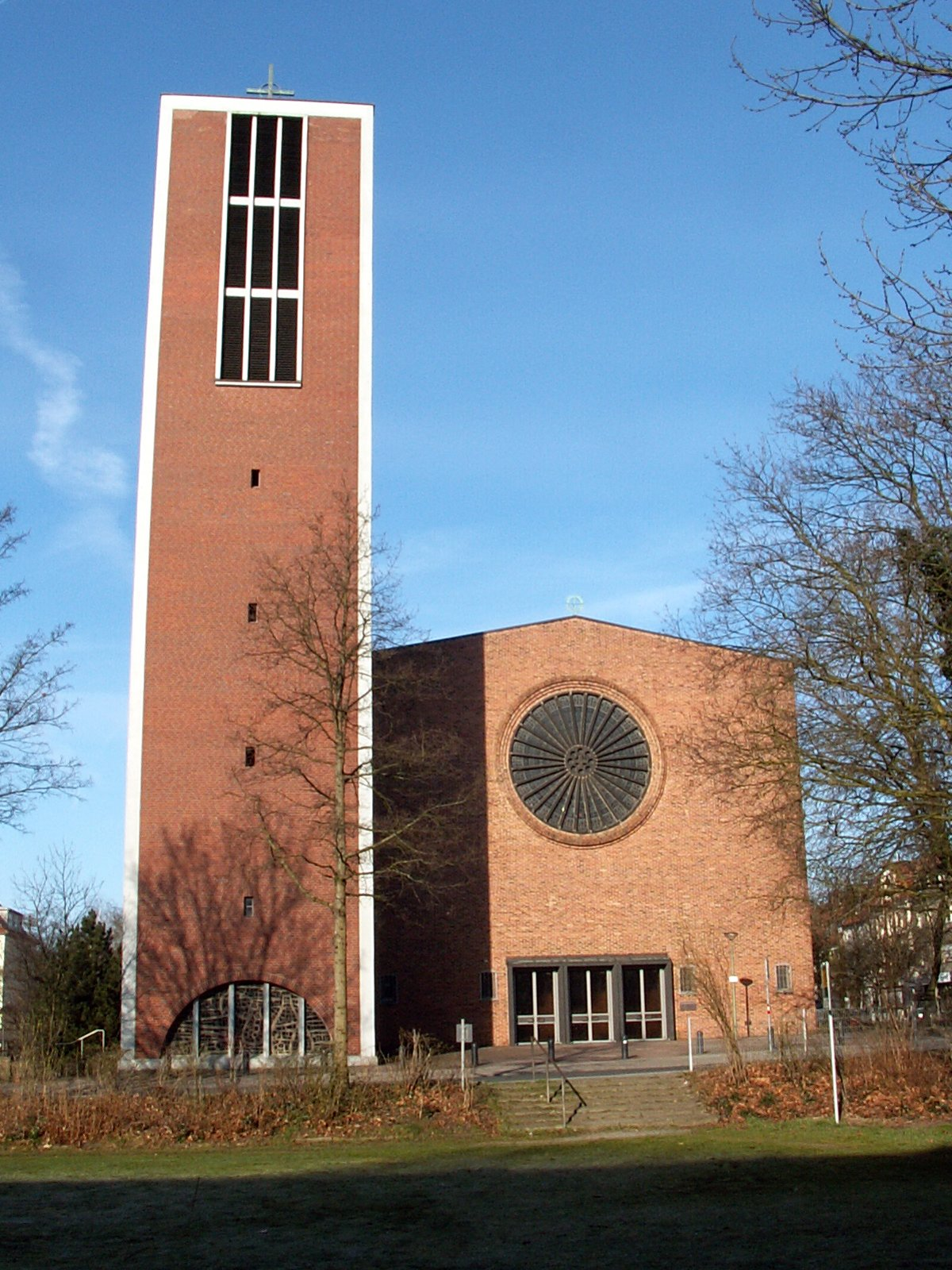
Heilig-Kreuz-Kirche
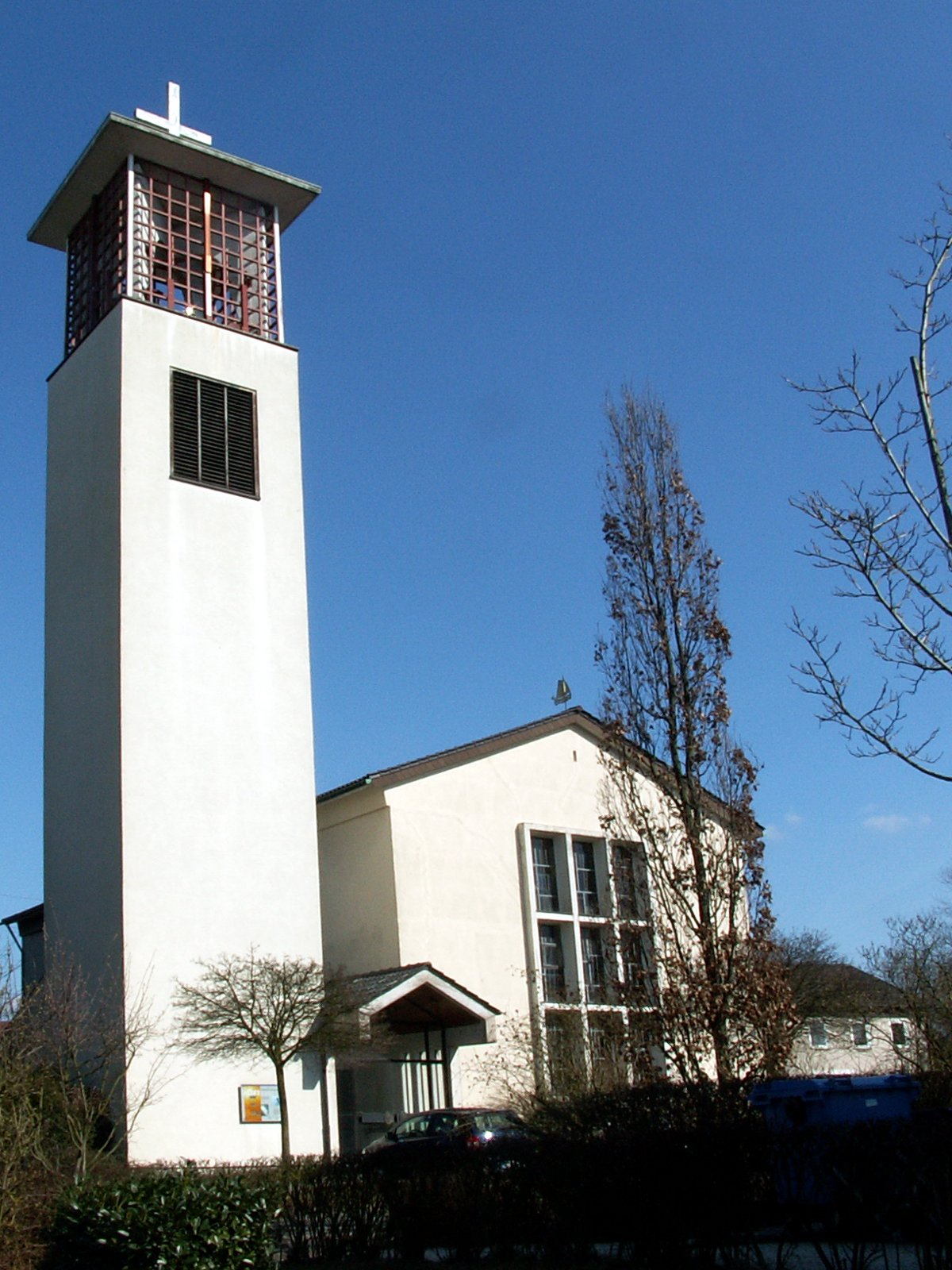
ehem. Gnadenkirche
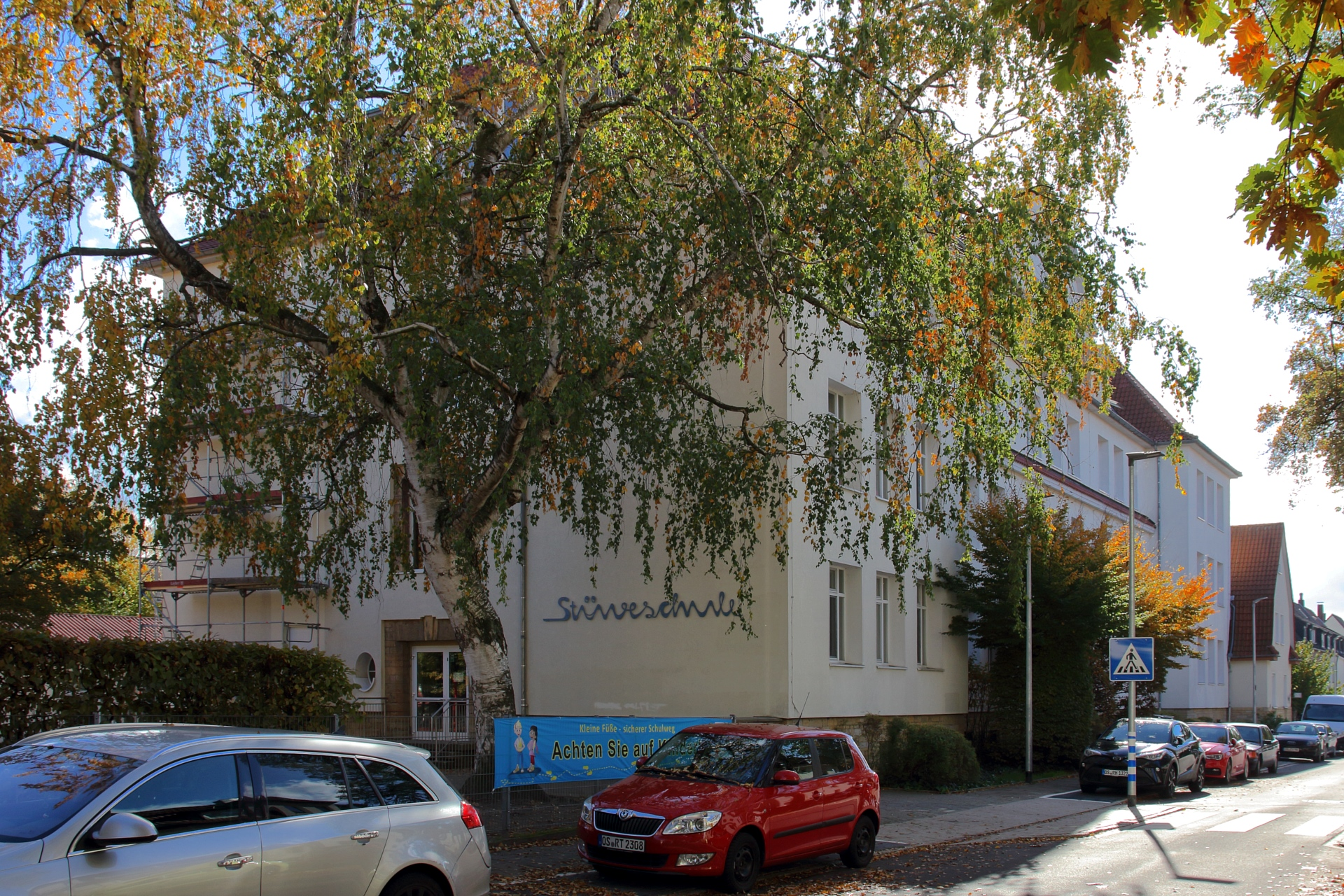
Stüveschule in der Kreuzstraße

## Persönlichkeiten
- Alphonsa Giele (1888–1943), Missionarin und Märtyrin, wurde im Schinkel geboren.
- In der Zeit des Nationalsozialismus wirkte in der evangelisch-lutherischen Pauluskirche Pastor Richard Karwehl, der sich aus christlicher Überzeugung gegen den NS-Staat wandte und in der Bekennenden Kirche aktiv war. Heute ist der Platz vor der Kirche nach Karwehl benannt.
- Harald Wehmeier (* 1953), Journalist und Autor, wurde im Schinkel geboren.
- Olaf Scholz (* 1958), Bundeskanzler, wurde im Schinkel geboren.
- Boris Pistorius (* 1960), Bundesverteidigungsminister, wuchs im Schinkel auf.

## Öffentlicher Nahverkehr
Bis 1958 fuhr im Schinkel die Linie 3 der Straßenbahn Osnabrück. Sie führte von der Endstation „Schinkel“ an der Schützenstraße, Ecke Bremer Straße, über die Schützenstraße und Buersche Straße in Richtung Neumarkt – Martiniplatz (heute Heinrich-Lübke-Platz) im Stadtteil Weststadt.
Heute wird der Stadtteil durch die Buslinien M3, M4, 16, 18, 19 und 10/20 mit der nahgelegenen Innenstadt und den umliegenden Stadtteilen verbunden.
Es gibt die Überlegung, eine zusätzliche Bahnstation für regionale Züge im Bereich Bremer Brücke/Halle Gartlage zu bauen, wobei es dort bereits in der Vergangenheit einen Bahnsteig für Sonderfahrten gab. Die Polizei hat im Bürgerforum Schinkel im Hinblick auf Fußballspiele und Stadionbesucher diese zusätzliche Bahnstation unterstützt.